# 體源抄
『體源抄』（たいげんしょう）は、室町時代に雅楽家の豊原統秋が編纂した楽書。永正9年（1512年）成立。3巻、10巻、13巻には永正13年（1516年）に加筆された形跡がある。書名の由来は作者の苗字であり、「體」「源」の文字の旁に苗字の「豊原」が隠されている。原本は万治4年1月15日（1661年2月14日）の内裏火災で焼失したが、東北大学狩野文庫本を底本として山田孝雄が校合、翻刻したものが『日本古典全集』に収録されている。『教訓抄』・『楽家録』と並び、三大楽書の一つとされる。

## 概要
15世紀後半に起こった応仁の乱によって京都は灰燼に帰し、多くの文化財が失われると共に京の文化は衰退した。雅楽も断絶の危機に瀕し、統秋に笙を教わった後柏原天皇も、統秋に宛てた宸翰の中で、その断絶を懸念している。そのような世情の中で、統秋は雅楽を後世に伝承する方法を模索し、『體源抄』の執筆に取り掛かった。
内容は項目によって繁簡の差はあれど雅楽全般に渡って細緻に記述され、『詩経』・『源氏物語』・『十訓抄』・『古今著聞集』・『入木抄』など、古書からの引用も多い。統秋は雅楽のみならず、書道、香道、宗教、文学などに広く精通しており、その方面に関する記述も豊富である。
後世に書かれた『楽家録』と比較すると、文体が雑駁な面もあるが、その楽家録を書いた安倍季尚も、楽家録執筆の際に本書を参考、模範としており、雅楽研究の上で必読の書と言われる。

## 構成
『體源抄』は13巻785ヶ条の条項から成る。1巻は序文と笙他雅楽の総論、2巻、3巻は楽曲論、4巻は笙に関する記事とその譜面、5巻は吹物、6巻、7巻は打物、8巻は弾物とそれぞれに楽器に関する記事、9巻は舞、10巻は歌、11巻は管弦と御遊の作法、12巻は舞楽曲補遺、13巻は雅楽家の系図を記す。